# Uroplectes olivaceus
Uroplectes olivaceus é uma espécie de escorpião, da família Buthidae.